# Ceratocanthus perpunctatus
Ceratocanthus perpunctatus là một loài bọ cánh cứng trong họ Hybosoridae. Loài này được Paulian miêu tả khoa học năm 1982.